# 박병삼
박병삼(1937년 ~ 2021년 12월 6일)은 대한민국의 원경스님이자 박헌영과 그의 신변을 돌보아 주던 정순년 사이에서 태어난 아들이다. 그는 평택 만기사 주지로 조계종 원로회의(의장 밀운 스님) 신임 원로 의원이었다.

## 학력 및 이력
- 동국대학교 불교대학원 사회복지과 수료
- 조계종 제 10 대 중앙종회의원
- 경기도 지방경찰청 경승
- 흥왕사, 청룡사, 신륵사 주지 역임

## 저서
- 이정 박헌영 전집
- 못다부른 노래

## 같이 보기
- 조계종
- 한국 역사